# Ralf Friedrich
Ralf Baptist Friedrich, també escrit com a Baptist Ralf Friedrich, (Landsweiler-Reden, 30 de novembre de 1946) és un activista polític alemany, exmilitant de la segona generació de la Fracció de l'Exèrcit Roig (RAF). Actiu entre 1977 i 1980, va ser condemnat l'any 1992 a sis anys i mig de presó.

## Trajectòria
Friedrich va néixer i créixer al poble de Landsweiler-Reden, del municipi de Schiffweiler, a Saarland, i el 1967 es va graduar en secundària. A partir de 1972 va estudiar economia a la Universitat de Heidelberg. Allà es va traslladar a un pis compartit que també incloïa membres de l'escena radical d'esquerra que eren actius en el Col·lectiu Socialista de Pacients (SPK). Amb alguns d'ells va formar a Heidelberg el grup Comitè contra la Tortura dels Presos Polítics de la RFA, que donava suport mitjançant accions solidàries als militants de la RAF empresonats. El grup estava format per al voltant de dues dotzenes de militants, alguns dels quals van integrar-se posteriorment al grup armat, com ara Sieglinde Hofmann, Lutz Taufer, Siegfried Haag i Elisabeth von Dyck.
El 30 d'octubre de 1974 va participar en l'ocupació de l'oficina d'Amnistia Internacional a Hamburg. Susanne Albrecht i Christian Klar també van participar en la mateixa campanya. Molts dels participants de l'ocupació es van incorporar posteriorment a la segona generació de la RAF, grup de militants que van prendre el relleu de l'organització després de la caiguda del pinyol l'any 1972. A partir de 1975, va treballar en la mediació d'Elisabeth von Dyck a l'oficina de Stuttgart de l'advocat de la RAF Klaus Croissant. El novembre de 1977 es va unir al grup armat i se'l va assignar al nucli dur de l'organització.
A finals de 1979, ell i altres militants van decidir abandonar la RAF. El 1980 es va amagar amb Sigrid Sternebeck a la República Democràtica d'Alemanya (RDA) i s'hi va integrar amb el fals nom d'Eildberg. Allà es van casar i van tenir una filla l'any 1983. Com a empleat d'una fàbrica de paper de Schwedt, va passar de ser un treballador no qualificat, en la funció de conductor de carretó elevador, a director de compres.
Quan, després de la fi de la RDA, es va produir una operació de desactivació massiva de militants i exmilitants de la RAF que s'hi trobaven exiliats o encoberts, va ser detingut el 15 de juny de 1990, extradit a la República Federal Alemanya i alliberat poc després. L'al·legació de sospita de pertinença a organització terrorista havia prescrit ja. L'agost es va publicar una entrevista detallada a la revista de notícies Der Spiegel. El 19 de novembre de 1990 va ser detingut de nou acusat d'intent d'homicidi, provocació d'explosió mitjançant artefacte explosiu i altres delictes penals. També es diu que va estar involucrat en l'atac amb bomba del 15 de juny de 1979 a Bèlgica contra el general estatunidenc Alexander Haig. El 1992 va ser condemnat a sis anys i mig de presó, tenint en compte el programa de clemència. Després del seu alliberament, viu amb un nom diferent al nord d'Alemanya.